# Culemborg vasútállomás
Culemborg vasútállomás Hollandiában, Culemborg városában. Az állomást az Nederlandse Spoorwegen üzemelteti.

## Vasútvonalak
Az állomást az alábbi vasútvonalak érintik:
- Utrecht–Boxtel-vasútvonal

## Kapcsolódó állomások
A vasútállomáshoz az alábbi állomások vannak a legközelebb:
- Houten Castellum vasútállomás
- Geldermalsen vasútállomás